# Lainnya (Lombok Barat)
Lainnya is een bestuurslaag in het regentschap West-Lombok van de provincie West-Nusa Tenggara, Indonesië. Lainnya telt 159 inwoners (volkstelling 2010).